# Sebastião Leme da Silveira Cintra
Sebastião Leme da Silveira Cintra (Espírito Santo do Pinhal, 20 gennaio 1882 – Rio de Janeiro, 17 ottobre 1942) è stato un cardinale e arcivescovo cattolico brasiliano.

## Biografia
Nacque a Espírito Santo do Pinhal il 20 gennaio 1882.
Nel 1911 fu nominato vescovo ausiliare di São Sebastião do Rio de Janeiro.
Nel 1916 fu nominato arcivescovo di Olinda e nel 1921 divenne arcivescovo coadiutore di São Sebastião do Rio de Janeiro.
Nel 1930 succedette come arcivescovo di São Sebastião do Rio de Janeiro.
Papa Pio XI lo elevò al rango di cardinale nel concistoro del 30 giugno 1930.
Morì il 17 ottobre 1942 all'età di 60 anni.

## Genealogia episcopale e successione apostolica
La genealogia episcopale è:
- Cardinale Scipione Rebiba
- Cardinale Giulio Antonio Santori
- Cardinale Girolamo Bernerio, O.P.
- Arcivescovo Galeazzo Sanvitale
- Cardinale Ludovico Ludovisi
- Cardinale Luigi Caetani
- Cardinale Ulderico Carpegna
- Cardinale Paluzzo Paluzzi Altieri degli Albertoni
- Papa Benedetto XIII
- Papa Benedetto XIV
- Papa Clemente XIII
- Cardinale Bernardino Giraud
- Cardinale Alessandro Mattei
- Cardinale Pietro Francesco Galleffi
- Cardinale Giacomo Filippo Fransoni
- Cardinale Carlo Sacconi
- Cardinale Edward Henry Howard
- Cardinale Mariano Rampolla del Tindaro
- Cardinale Joaquim Arcoverde de Albuquerque Cavalcanti
- Cardinale Sebastião Leme da Silveira Cintra

La successione apostolica è:
- Vescovo Jonas de Araújo Batinga (1918)
- Vescovo Ricardo Ramos de Castro Vilela (1919)
- Vescovo João Tavares de Moura (1919)
- Vescovo Carlos Duarte Costa (1924)
- Vescovo André Arcoverde de Albuquerque Cavalcanti (1925)
- Vescovo João da Matha de Andrade e Amaral (1934)
- Vescovo René de Pontes (1938)
- Arcivescovo Henrique Golland Trindade, O.F.M. (1941)